# Vòng loại bóng đá nữ Thế vận hội Mùa hè 2020 khu vực châu Á
Vòng loại bóng đá nữ Thế vận hội Mùa hè 2020 khu vực châu Á (tiếng Anh: 2020 AFC Women's Olympic Qualifying Tournament) là lần thứ năm của Vòng loại bóng đá nữ Thế vận hội Mùa hè khu vực châu Á, giải đấu vòng loại được Liên đoàn bóng đá châu Á (AFC) tổ chức nhằm xác định các đội tuyển nữ quốc gia châu Á tham dự giải bóng đá Thế vận hội. Hai đội đứng đầu vòng loại sẽ giành quyền tham dự giải bóng đá nữ Thế vận hội Mùa hè 2020 ở Nhật Bản với tư cách là đại diện của AFC.
Nhật Bản được đặc cách tham dự Thế vận hội Mùa hè 2020 với tư cách là quốc gia chủ nhà.

## Thể thức
Đã có 25 trên tổng số 47 quốc gia thành viên Liên đoàn bóng đá châu Á tham dự vòng loại. Thể thức thi đấu như sau:
- Vòng 1: Trừ Nhật Bản, năm đội tuyển có thứ hạng cao nhất trên Bảng xếp hạng bóng đá nữ FIFA tháng 6 năm 2018 – gồm Úc, Cộng hòa Dân chủ Nhân dân Triều Tiên, Trung Quốc, Hàn Quốc và Thái Lan – được vào thẳng vòng ba. Hai đội có thứ hạng kế tiếp – Việt Nam và Uzbekistan – được vào thẳng vòng hai. 18 đội còn lại được chia thành bốn bảng: hai bảng 4 đội và hai bảng 5 đội. Trong mỗi bảng các đội thi đấu vòng tròn tính điểm một lượt ở một quốc gia chủ nhà. Hai đội đứng đầu mỗi bảng và hai đội đứng thứ ba có thành tích tốt nhất lọt vào vòng kế tiếp.[2][3]
- Vòng 2: Mười hai đội, gồm mười đội vượt qua vòng một và hai đội được đặc cách tham dự từ vòng này, được chia thành ba bảng bốn đội, mỗi bảng thi đấu vòng tròn tính điểm một lượt ở một quốc gia chủ nhà. Các đội đầu bảng lọt vào vòng tiếp theo.[4]
- Vòng 3: Tám đội, gồm ba đội vượt qua vòng hai và năm đội dẫn đầu bảng xếp hạng FIFA, được chia làm hai bảng bốn đội. Mỗi bảng thi đấu vòng tròn tính điểm một lượt ở một quốc gia chủ nhà. Hai đội nhất và nhì mỗi bảng lọt vào vòng chung kết (còn lại 4 đội).
- Vòng 4 (vòng cuối cùng): Các đội đứng đầu bảng ở vòng ba gặp các đội nhì của bảng còn lại theo thể thức sân nhà sân khách. Hai đội chiến thắng giành quyền dự Thế vận hội cùng chủ nhà Nhật Bản.

### Các tiêu chí
Thứ hạng của các đội tuyển trong bảng đấu được xác định như sau (Điều lệ Giải bóng đá Thế vận hội 2020, mục 19.2 và 19.3):
1. Điểm (3 điểm cho một trận thắng, 1 điểm cho một trận hòa, 0 điểm cho một trận thua)
2. Hiệu số bàn thắng thua trong tất cả các trận đấu của bảng
3. Số bàn thắng ghi được trong tất cả các trận đấu của bảng
4. Bốc thăm của ban tổ chức.

Các cặp trận play-off được tổ chức trong hai lượt đấu trên sân nhà và sân khách. Nếu có tổng tỷ số bằng nhau sau lượt về, luật bàn thắng sân khách được áp dụng, và nếu vẫn bằng, hai đội sẽ thi đấu tiếp hai hiệp phụ. Luật bàn thắng sân khách vẫn sẽ được áp dụng sau khi kết thúc hiệp phụ, và nếu vẫn hòa, loạt sút luân lưu sẽ được sử dụng để xác định đội thắng cuộc (Điều lệ Giải bóng đá Thế vận hội 2020, mục 19.6).

## Các đội tuyển
Lễ bốc thăm cho vòng thứ nhất của vòng loại được tổ chức vào ngày 2 tháng 8 năm 2018 tại tòa nhà AFC ở Kuala Lumpur, Malaysia. Tất cả các chủ nhà của vòng 1 được chỉ định sau buổi lễ bốc thăm. Thứ hạng của các đội tuyển trên bảng xếp hạng bóng đá nữ FIFA vào tháng 6 năm 2018, nếu có, được hiển thị trong dấu ngoặc đơn.
| Nhật Bản (6) |

| 1. Úc (8) 2. CHDCND Triều Tiên (10) 3. Hàn Quốc (15) 4. Trung Quốc (17) 5. Thái Lan (28) |

| 1. Việt Nam (37) 2. Uzbekistan (41) |

| Nhóm 1                                                                     | Nhóm 2                                                                | Nhóm 3                                                                   | Nhóm 4                                                         | Nhóm 5 (không được xếp hạng)      |
| -------------------------------------------------------------------------- | --------------------------------------------------------------------- | ------------------------------------------------------------------------ | -------------------------------------------------------------- | --------------------------------- |
| 1. Đài Bắc Trung Hoa (42) 2. Myanmar (44) (H)* 3. Jordan (57) 4. Iran (58) | 1. Ấn Độ (60) 2. Philippines (73) 3. Hồng Kông (76) 4. Indonesia (77) | 1. UAE (88) (W) 2. Palestine (96) (H)* 3. Singapore (101) 4. Nepal (102) | 1. Tajikistan (110) (H)* 2. Bangladesh (112) 3. Maldives (119) | - Liban - Ma Cao (N, W) - Mông Cổ |

| Không tham dự |
| --- |
| Afghanistan · Bahrain · Bhutan · Brunei · Campuchia · Guam · Iraq · Kuwait · Kyrgyzstan · Lào · Malaysia · Maldives · Mông Cổ · Nepal · Quần đảo Bắc Mariana (N) · Oman (W) · Pakistan · Qatar · Ả Rập Xê Út · Sri Lanka · Syria · Đông Timor · Turkmenistan · Yemen |

Ghi chú
- Các đội tuyển được in đậm vượt qua vòng loại để tham dự Thế vận hội.
- (H): Chủ nhà bảng đấu loại vòng 1 (*tất cả đã được chọn với tư cách là chủ nhà bảng đấu sau khi bốc thăm, chủ nhà bảng còn lại tại địa điểm trung lập)
- (N): Không phải là thành viên của Ủy ban Olympic Quốc tế, không đủ điều kiện tham dự Thế vận hội
- (W): Rút lui sau khi bốc thăm

## Vòng 1
Vòng 1 đã diễn ra từ ngày 4–13 tháng 11 năm 2018.
| Lượt đấu   | Bảng A               | Bảng A       | Các bảng B,C,D       | Các bảng B,C,D |
| Lượt đấu   | Các ngày             | Các trận đấu | Các ngày             | Các trận đấu   |
| ---------- | -------------------- | ------------ | -------------------- | -------------- |
| Lượt đấu 1 | 4 tháng 11 năm 2018  | 3 v 2, 5 v 4 | 8 tháng 11 năm 2018  | 1 v 4, 2 v 3   |
| Lượt đấu 2 | 6 tháng 11 năm 2018  | 4 v 1, 5 v 3 | 11 tháng 11 năm 2018 | 4 v 2, 3 v 1   |
| Lượt đấu 3 | 8 tháng 11 năm 2018  | 1 v 5, 2 v 4 | 13 tháng 11 năm 2018 | 1 v 2, 3 v 4   |
| Lượt đấu 4 | 11 tháng 11 năm 2018 | 2 v 5, 3 v 1 | —                    | —              |
| Lượt đấu 5 | 13 tháng 11 năm 2018 | 4 v 3, 1 v 2 | —                    | —              |

### Bảng A
- Tất cả các trận đấu được tổ chức ở Tajikistan.
- Thời gian được liệt kê là UTC+5.

| VT | Đội               | ST | T | H | B | BT | BB | HS  | Đ  | Giành quyền tham dự |
| -- | ----------------- | -- | - | - | - | -- | -- | --- | -- | ------------------- |
| 1  | Đài Bắc Trung Hoa | 4  | 4 | 0 | 0 | 33 | 0  | +33 | 12 | Vòng 2              |
| 2  | Philippines       | 4  | 3 | 0 | 1 | 17 | 7  | +10 | 9  | Vòng 2              |
| 3  | Tajikistan (H)    | 4  | 2 | 0 | 2 | 11 | 13 | −2  | 6  |                     |
| 4  | Mông Cổ           | 4  | 0 | 1 | 3 | 4  | 20 | −16 | 1  |                     |
| 5  | Singapore         | 4  | 0 | 1 | 3 | 2  | 27 | −25 | 1  |                     |

| Singapore | 0–9      | Philippines                                                                        |
| --------- | -------- | ---------------------------------------------------------------------------------- |
|           | Chi tiết | - Cadag 3', 5', 43' - Dolino 27' - Long 32', 59' - Navaja 52', 67' - Castañeda 57' |

| Mông Cổ       | 1–4      | Tajikistan                                                       |
| ------------- | -------- | ---------------------------------------------------------------- |
| - Orgodol 32' | Chi tiết | - L. Khalimova 9' - G. Khalimova 53' - Fozilova 65' (ph.đ.), 69' |

| Mông Cổ                        | 2–2      | Singapore              |
| ------------------------------ | -------- | ---------------------- |
| - Bayarsaikhan 4' - Undral 38' | Chi tiết | - Chua 68' - Kamis 87' |

| Tajikistan | 0–9      | Đài Bắc Trung Hoa                                                                                     |
| ---------- | -------- | --- |
|            | Chi tiết | - Michelle Pao 41', 44' - Yu Hsiu-chin 51', 55', 56' - Lee Hsiu-chin 66', 74' - Lin Hsin-hui 78', 82' |

| Đài Bắc Trung Hoa | 9–0      | Mông Cổ |
| --- | -------- | ------- |
| - Michelle Pao 29' - Hsu Yi-yun 39' - Lee Hsiu-chin 40' - Yu Hsiu-chin 42' (ph.đ.), 49', 52' - Chen Yen-ping 72', 86' - Lin Ya-han 90+2' | Chi tiết |         |

| Philippines                              | 3–1      | Tajikistan         |
| ---------------------------------------- | -------- | ------------------ |
| - Cadag 30' - Castañeda 50', 76' (ph.đ.) | Chi tiết | - G. Khalimova 24' |

| Philippines                                       | 5–1      | Mông Cổ                    |
| ------------------------------------------------- | -------- | -------------------------- |
| - Cadag 8', 15', 85' - Rodriguez 60' - Inquig 81' | Chi tiết | - Ulziibayar 45+2' (ph.đ.) |

| Singapore | 0–10     | Đài Bắc Trung Hoa |
| --------- | -------- | --- |
|           | Chi tiết | - Yu Hsiu-chin 18', 30', 40' - Michelle Pao 28', 55', 68' - Lin Kai-ling 73' - Lin Hsin-hui 79' - Lin Ya-han 85' - Ho Hsuan-yi 86' |

| Đài Bắc Trung Hoa                                                                | 5–0      | Philippines |
| -------------------------------------------------------------------------------- | -------- | ----------- |
| - Lai Li-chin 41' - Lee Hsiu-chin 44', 65' - Yu Hsiu-chin 57' - Lin Hsin-hui 81' | Chi tiết |             |

| Tajikistan                                           | 6–0      | Singapore |
| ---------------------------------------------------- | -------- | --------- |
| - G. Khalimova 5', 12', 26', 38', 77' - Fozilova 47' | Chi tiết |           |

### Bảng B
- Tất cả các trận đấu được tổ chức ở Thái Lan (địa điểm chủ nhà trung lập).
- Thời gian được liệt kê là UTC+7.

| VT | Đội       | ST | T | H | B | BT | BB | HS  | Đ | Giành quyền tham dự |
| -- | --------- | -- | - | - | - | -- | -- | --- | - | ------------------- |
| 1  | Iran      | 2  | 1 | 1 | 0 | 9  | 1  | +8  | 4 | Vòng 2              |
| 2  | Hồng Kông | 2  | 1 | 1 | 0 | 5  | 1  | +4  | 4 | Vòng 2              |
| 3  | Liban     | 2  | 0 | 0 | 2 | 0  | 12 | −12 | 0 |                     |
| 4  | UAE       | 0  | 0 | 0 | 0 | 0  | 0  | 0   | 0 | Rút lui             |
| 5  | Ma Cao    | 0  | 0 | 0 | 0 | 0  | 0  | 0   | 0 | Rút lui             |

| Iran                                                                               | 8–0      | Liban |
| ---------------------------------------------------------------------------------- | -------- | ----- |
| - Chahkandi 9', 44' - Ghanbari 38', 54', 66' - Dabbaghi 57', 90+6' - Motevalli 90' | Chi tiết |       |

| Liban | 0–4      | Hồng Kông                                                         |
| ----- | -------- | ----------------------------------------------------------------- |
|       | Chi tiết | - Cheung Wai Ki 52' - Wai Yuen Ting 55', 56' - Kwong Wing Yan 80' |

| Iran           | 1–1      | Hồng Kông          |
| -------------- | -------- | ------------------ |
| - Dabbaghi 47' | Chi tiết | - Lee Wing Yan 16' |

### Bảng C
- Tất cả các trận đấu được tổ chức ở Myanmar.[9]
- Thời gian được liệt kê là UTC+6:30.

| VT | Đội         | ST | T | H | B | BT | BB | HS  | Đ | Giành quyền tham dự |
| -- | ----------- | -- | - | - | - | -- | -- | --- | - | ------------------- |
| 1  | Myanmar (H) | 3  | 2 | 1 | 0 | 8  | 2  | +6  | 7 | Vòng 2              |
| 2  | Ấn Độ       | 3  | 1 | 1 | 1 | 9  | 4  | +5  | 4 | Vòng 2              |
| 3  | Nepal       | 3  | 0 | 3 | 0 | 3  | 3  | 0   | 3 | Vòng 2              |
| 4  | Bangladesh  | 3  | 0 | 1 | 2 | 2  | 13 | −11 | 1 |                     |

| Ấn Độ         | 1–1      | Nepal       |
| ------------- | -------- | ----------- |
| - K. Devi 37' | Chi tiết | - Thapa 11' |

| Myanmar                                                                           | 5–0      | Bangladesh |
| --------------------------------------------------------------------------------- | -------- | ---------- |
| - Win Theingi Tun 34', 44' - Khin Moe Wai 61' - Le Le Hlaing 84' - Yee Yee Oo 89' | Chi tiết |            |

| Bangladesh | 1–7      | Ấn Độ                                                               |
| ---------- | -------- | ------------------------------------------------------------------- |
| - Rani 81' | Chi tiết | - K. Devi 16' (ph.đ.), 53' - B. Devi 22', 23', 62', 75' - Yadav 73' |

| Nepal                 | 1–1      | Myanmar            |
| --------------------- | -------- | ------------------ |
| - Bhandari 3' (ph.đ.) | Chi tiết | - Khin Moe Wai 14' |

| Nepal       | 1–1      | Bangladesh        |
| ----------- | -------- | ----------------- |
| - Thapa 17' | Chi tiết | - A. Khatun 90+3' |

| Myanmar                                 | 2–1      | Ấn Độ         |
| --------------------------------------- | -------- | ------------- |
| - Win Theingi Tun 3' - Nge Nge Htwe 83' | Chi tiết | - R. Devi 24' |

### Bảng D
- Tất cả các trận đấu được tổ chức ở Palestine.
- Thời gian được liệt kê là UTC+2.

| VT | Đội           | ST | T | H | B | BT | BB | HS  | Đ | Giành quyền tham dự |
| -- | ------------- | -- | - | - | - | -- | -- | --- | - | ------------------- |
| 1  | Jordan        | 3  | 3 | 0 | 0 | 16 | 0  | +16 | 9 | Vòng 2              |
| 2  | Indonesia     | 3  | 1 | 1 | 1 | 4  | 5  | −1  | 4 | Vòng 2              |
| 3  | Palestine (H) | 3  | 1 | 1 | 1 | 3  | 9  | −6  | 4 | Vòng 2              |
| 4  | Maldives      | 3  | 0 | 0 | 3 | 2  | 11 | −9  | 0 |                     |

| Jordan                                                                      | 6–0      | Maldives |
| --------------------------------------------------------------------------- | -------- | -------- |
| - Al-Nahar 3' - Jebreen 13' - Al-Sufy 16', 90+2' - Al-Majali 73' - Hina 88' | Chi tiết |          |

| Indonesia   | 1–1      | Palestine       |
| ----------- | -------- | --------------- |
| - Riski 64' | Chi tiết | - Sohgian 90+5' |

| Maldives      | 1–3      | Indonesia                       |
| ------------- | -------- | ------------------------------- |
| - Fadhuwa 73' | Chi tiết | - Sari 22' - Oktafiani 49', 69' |

| Palestine | 0–7      | Jordan                                                                               |
| --------- | -------- | ------------------------------------------------------------------------------------ |
|           | Chi tiết | - S. Al-Naber 21' - Al-Sufy 26', 67', 81' - Jebreen 78' - Al-Nahar 83' - Abu-Rob 88' |

| Jordan                                       | 3–0      | Indonesia |
| -------------------------------------------- | -------- | --------- |
| - Jebreen 16' - Al-Nahar 74' - Abu-Ghosh 87' | Chi tiết |           |

| Palestine                            | 2–1      | Maldives      |
| ------------------------------------ | -------- | ------------- |
| - Sohgian 69' (ph.đ.) - Kanaaneh 74' | Chi tiết | - Mariyam 23' |

### Xếp hạng các đội đứng thứ ba
Do các bảng có số đội khác nhau, kết quả so với các đội xếp thứ tư và thứ năm trong các bảng có 4 đội và 5 đội không được xem xét cho bảng xếp hạng này.
| VT | Bg | Đội        | ST | T | H | B | BT | BB | HS  | Đ | Giành quyền tham dự |
| -- | -- | ---------- | -- | - | - | - | -- | -- | --- | - | ------------------- |
| 1  | C  | Nepal      | 2  | 0 | 2 | 0 | 2  | 2  | 0   | 2 | Vòng 2              |
| 2  | D  | Palestine  | 2  | 0 | 1 | 1 | 1  | 8  | −7  | 1 | Vòng 2              |
| 3  | A  | Tajikistan | 2  | 0 | 0 | 2 | 1  | 12 | −11 | 0 |                     |
| 4  | B  | Liban      | 2  | 0 | 0 | 2 | 0  | 12 | −12 | 0 |                     |

## Vòng 2
Lễ bốc thăm cho vòng loại thứ hai được tổ chức vào  lúc 16:00 MYT (UTC+8) ngày 13 tháng 2 năm 2019 tại tòa nhà AFC ở Kuala Lumpur, Malaysia. Đối với vòng hai, 12 đội tuyển được bốc thăm chia thành 3 bảng 4 đội. Các đội tuyển được xếp hạt giống theo bảng xếp hạng bóng đá nữ FIFA vào tháng 12 năm 2018 (NR là những đội không được xếp hạng). Ba đội tuyển thể hiện ý định là chủ nhà của các bảng đấu loại trước khi bốc thăm được rút thăm chia thành các bảng riêng biệt.
| Nhóm 1                                                         | Nhóm 2                                    | Nhóm 3                                                  | Nhóm 4                                                       |
| -------------------------------------------------------------- | ----------------------------------------- | ------------------------------------------------------- | ------------------------------------------------------------ |
| 1. Việt Nam (35) 2. Đài Bắc Trung Hoa (40) 3. Myanmar (44) (H) | 1. Jordan (52) 2. Iran (60) 3. Ấn Độ (62) | 1. Philippines (74) 2. Hồng Kông (77) 3. Indonesia (84) | 1. Palestine (106) (H) 2. Nepal (108) 3. Uzbekistan (NR) (H) |

Ghi chú
- (H): Chủ nhà bảng vòng loại vòng 2 (Palestine được chọn làm chủ nhà trước lễ bốc thăm, nhưng được thay thế sau lễ bốc thăm và bảng được tổ chức tại địa điểm trung lập)

Vòng 2 đã diễn ra vào các ngày 3–9 tháng 4 năm 2019.
| Lượt đấu   | Các ngày           | Các trận đấu |
| ---------- | ------------------ | ------------ |
| Lượt đấu 1 | 3 tháng 4 năm 2019 | 1 v 4, 2 v 3 |
| Lượt đấu 2 | 6 tháng 4 năm 2019 | 4 v 2, 3 v 1 |
| Lượt đấu 3 | 9 tháng 4 năm 2019 | 1 v 2, 3 v 4 |

### Bảng A
- Tất cả các trận đấu được tổ chức ở Myanmar.
- Thời gian được liệt kê là UTC+6:30.

| VT | Đội         | ST | T | H | B | BT | BB | HS | Đ | Giành quyền tham dự |
| -- | ----------- | -- | - | - | - | -- | -- | -- | - | ------------------- |
| 1  | Myanmar (H) | 3  | 2 | 1 | 0 | 12 | 4  | +8 | 7 | Vòng 3              |
| 2  | Ấn Độ       | 3  | 2 | 1 | 0 | 8  | 4  | +4 | 7 |                     |
| 3  | Nepal       | 3  | 1 | 0 | 2 | 4  | 7  | −3 | 3 |                     |
| 4  | Indonesia   | 3  | 0 | 0 | 3 | 1  | 10 | −9 | 0 |                     |

| Ấn Độ            | 2–0      | Indonesia |
| ---------------- | -------- | --------- |
| - Grace 27', 68' | Chi tiết |           |

| Myanmar                                               | 3–1      | Nepal         |
| ----------------------------------------------------- | -------- | ------------- |
| - Yee Yee Oo 24' - Win Theingi Tun 48' (ph.đ.), 90+4' | Chi tiết | - Thapa 45+2' |

| Nepal      | 1–3      | Ấn Độ                                                        |
| ---------- | -------- | ------------------------------------------------------------ |
| - Thapa 7' | Chi tiết | - P. Magar 6' (l.n.) - Ranganathan 60' - A. Devi 79' (ph.đ.) |

| Indonesia | 0–6      | Myanmar                                                                    |
| --------- | -------- | -------------------------------------------------------------------------- |
|           | Chi tiết | - Khin Marlar Tun 2', 49' - Yee Yee Oo 19', 65', 74' - Win Theingi Tun 32' |

| Myanmar                         | 3–3      | Ấn Độ                                       |
| ------------------------------- | -------- | ------------------------------------------- |
| - Win Theingi Tun 17', 23', 73' | Chi tiết | - Ranganathan 10' - Yadav 32' - R. Devi 64' |

| Indonesia     | 1–2      | Nepal               |
| ------------- | -------- | ------------------- |
| - Amiatun 47' | Chi tiết | - Bhandari 36', 89' |

### Bảng B
- Tất cả các trận đấu được tổ chức ở Uzbekistan.
- Thời gian được liệt kê là UTC+5.

| VT | Đội            | ST | T | H | B | BT | BB | HS | Đ | Giành quyền tham dự |
| -- | -------------- | -- | - | - | - | -- | -- | -- | - | ------------------- |
| 1  | Việt Nam       | 3  | 3 | 0 | 0 | 6  | 2  | +4 | 9 | Vòng 3              |
| 2  | Uzbekistan (H) | 3  | 2 | 0 | 1 | 8  | 3  | +5 | 6 |                     |
| 3  | Jordan         | 3  | 0 | 1 | 2 | 0  | 4  | −4 | 1 |                     |
| 4  | Hồng Kông      | 3  | 0 | 1 | 2 | 2  | 7  | −5 | 1 |                     |

| Việt Nam                                           | 2–1      | Uzbekistan       |
| -------------------------------------------------- | -------- | ---------------- |
| - Huỳnh Như 8' - Nguyễn Thị Tuyết Dung 57' (ph.đ.) | Chi tiết | - Kuchkarova 11' |

| Jordan | 0–0      | Hồng Kông |
| ------ | -------- | --------- |
|        | Chi tiết |           |

| Uzbekistan             | 2–0      | Jordan |
| ---------------------- | -------- | ------ |
| - Kudratova 72', 90+2' | Chi tiết |        |

| Hồng Kông           | 1–2      | Việt Nam                                   |
| ------------------- | -------- | ------------------------------------------ |
| - Wai Yuen Ting 48' | Chi tiết | - Sin Chung Yee 24' (l.n.) - Huỳnh Như 40' |

| Việt Nam                             | 2–0      | Jordan |
| ------------------------------------ | -------- | ------ |
| - Nguyễn Thị Vạn 65' - Huỳnh Như 67' | Chi tiết |        |

| Hồng Kông           | 1–5      | Uzbekistan                                   |
| ------------------- | -------- | -------------------------------------------- |
| - Cheung Wai Ki 58' | Chi tiết | - Sarikova 31', 43', 81' - Karachik 57', 88' |

### Bảng C
- Tất cả các trận đấu được tổ chức ở Qatar (chủ nhà địa điểm trung lập). Các trận đấu ban đầu dự định được tổ chức ở Palestine, nhưng đã bị di chuyển do công dân Iran bị cấm vào lãnh thổ Palestine theo luật Iran.[15][16]
- Thời gian được liệt kê là UTC+3.

| VT | Đội               | ST | T | H | B | BT | BB | HS  | Đ | Giành quyền tham dự |
| -- | ----------------- | -- | - | - | - | -- | -- | --- | - | ------------------- |
| 1  | Đài Bắc Trung Hoa | 3  | 3 | 0 | 0 | 11 | 3  | +8  | 9 | Vòng 3              |
| 2  | Philippines       | 3  | 2 | 0 | 1 | 11 | 4  | +7  | 6 |                     |
| 3  | Iran              | 3  | 1 | 0 | 2 | 10 | 6  | +4  | 3 |                     |
| 4  | Palestine         | 3  | 0 | 0 | 3 | 0  | 19 | −19 | 0 |                     |

| Đài Bắc Trung Hoa                                        | 3–0      | Palestine |
| -------------------------------------------------------- | -------- | --------- |
| - Zhuo Li-ping 43' - Wang Hsiang-huei 56' - Ting Chi 68' | Chi tiết |           |

| Iran | 0–2      | Philippines                   |
| ---- | -------- | ----------------------------- |
|      | Chi tiết | - Semacio 47' - Del Campo 52' |

| Palestine | 0–9      | Iran                                                                                       |
| --------- | -------- | ------------------------------------------------------------------------------------------ |
|           | Chi tiết | - Chahkandi 4' - Dabbaghi 20', 22' - Hamoudi 37', 48' - Ghomi 56', 83' - Ghanbari 67', 82' |

| Philippines                 | 2–4      | Đài Bắc Trung Hoa                                                                  |
| --------------------------- | -------- | ---------------------------------------------------------------------------------- |
| - Semacio 13' - Tomanon 32' | Chi tiết | - Michelle Pao 45' (ph.đ.) - Tomanon 48' (l.n.) - Dolino 63' (l.n.) - Ting Chi 87' |

| Đài Bắc Trung Hoa                                                     | 4–1      | Iran           |
| --------------------------------------------------------------------- | -------- | -------------- |
| - Michelle Pao 12', 47' - Chen Yen-ping 15' - Tseng Shu-o 36' (ph.đ.) | Chi tiết | - Ghanbari 62' |

| Philippines                                                                                           | 7–0      | Palestine |
| --- | -------- | --------- |
| - Semacio 17' (ph.đ.) - Del Campo 29' - Madarang 31', 60' - Impelido 62' - Castañeda 66', 70' (ph.đ.) | Chi tiết |           |

## Vòng 3
Lễ bốc thăm cho vòng loại thứ ba được tổ chức vào lúc 16:00 MYT (UTC+8) ngày 18 tháng 10 năm 2019 tại tòa nhà AFC ở Kuala Lumpur, Malaysia. Đối với vòng ba, tám đội tuyển được bốc thăm chia thành 2 bảng 4 đội. Các đội tuyển được xếp hạt giống theo vị trí trên bảng xếp hạng bóng đá nữ FIFA vào tháng 9 năm 2019. Hai đội tuyển được chỉ định làm chủ nhà của hai bảng đấu loại trước khi bốc thăm được rút thăm chia vào các bảng khác nhau.
| Nhóm 1                                      | Nhóm 2                                      | Nhóm 3                            | Nhóm 4                                    |
| ------------------------------------------- | ------------------------------------------- | --------------------------------- | ----------------------------------------- |
| 1. Úc (8) (H)* 2. CHDCND Triều Tiên (9) (W) | 1. Trung Quốc (16) (H) 2. Hàn Quốc (20) (H) | 1. Việt Nam (34) 2. Thái Lan (39) | 1. Đài Bắc Trung Hoa (40) 2. Myanmar (45) |

Ghi chú
- (H): Chủ nhà bảng vòng loại vòng 3 (* Úc thay thế Trung Quốc làm chủ nhà bảng sau khi bốc thăm)
- (W): Rút lui sau khi bốc thăm

Vòng 3 ban đầu dự kiến diễnn ra trong các ngày 3–9 tháng 2 năm 2020. Tuy nhiên, lịch thi đấu của bảng B được mở rộng đến ngày 12 tháng 2 năm 2020 do yêu cầu cách ly của các thành viên đội tuyển quốc gia Trung Quốc.
| Lượt đấu   | Bảng A             | Bảng A       | Bảng B              | Bảng B       |
| Lượt đấu   | Các ngày           | Các trận đấu | Các ngày            | Các trận đấu |
| ---------- | ------------------ | ------------ | ------------------- | ------------ |
| Lượt đấu 1 | 3 tháng 2 năm 2020 | 3 v 1        | 3 tháng 2 năm 2020  | 3 v 4        |
| Lượt đấu 2 | 6 tháng 2 năm 2020 | 2 v 3        | 7 tháng 2 năm 2020  | 1 v 4, 2 v 3 |
| Lượt đấu 3 | 9 tháng 2 năm 2020 | 1 v 2        | 10 tháng 2 năm 2020 | 4 v 2, 3 v 1 |
| Lượt đấu 4 | —                  | —            | 13 tháng 2 năm 2020 | 1 v 2        |

### Bảng A
- Tất cả các trận đấu được tổ chức ở Hàn Quốc.[22][23]
- Thời gian được liệt kê là UTC+9.
- CHDCND Triều Tiên đã rút lui khỏi vòng này vì một lý do không được công bố.[24][25]

| VT | Đội               | ST | T | H | B | BT | BB | HS  | Đ | Giành quyền tham dự |
| -- | ----------------- | -- | - | - | - | -- | -- | --- | - | ------------------- |
| 1  | Hàn Quốc (H)      | 2  | 2 | 0 | 0 | 10 | 0  | +10 | 6 | Vòng play-off       |
| 2  | Việt Nam          | 2  | 1 | 0 | 1 | 1  | 3  | −2  | 3 | Vòng play-off       |
| 3  | Myanmar           | 2  | 0 | 0 | 2 | 0  | 8  | −8  | 0 |                     |
| 4  | CHDCND Triều Tiên | 0  | 0 | 0 | 0 | 0  | 0  | 0   | 0 | Rút lui             |

| Myanmar | 0–7                                  | Hàn Quốc                                                                                  |
| ------- | ------------------------------------ | ----------------------------------------------------------------------------------------- |
|         | Chi tiết trực tiếp Chi tiết thống kê | - Ji So-yun 6' (ph.đ.), 52' - Lee So-dam 37' - Park Ye-eun 53', 71' - Yeo Min-ji 81', 89' |

| Việt Nam              | 1–0                                  | Myanmar |
| --------------------- | ------------------------------------ | ------- |
| - Ngân Thị Vạn Sự 62' | Chi tiết trực tiếp Chi tiết thống kê |         |

| Hàn Quốc                                             | 3–0                                  | Việt Nam |
| ---------------------------------------------------- | ------------------------------------ | -------- |
| - Jang Sel-gi 23' - Choo Hyo-joo 53' - Ji So-yun 83' | Chi tiết trực tiếp Chi tiết thống kê |          |

### Bảng B
- Tất cả các trận đấu ban đầu dự kiến được tổ chức ở Trung Quốc, nhưng được chuyển đến Úc.
- Vào ngày 22 tháng 1 năm 2020, AFC đã chuyển địa điểm diễn ra bảng B từ Vũ Hán sang Nam Kinh, do sự bùng phát của virus corona bắt đầu tại Vũ Hán vào giữa tháng 12 năm 2019.[26][27]
- Vào ngày 26 tháng 1 năm 2020, khi dịch virus corona trở nên nghiêm trọng ở Trung Quốc, Hiệp hội bóng đá Trung Quốc đã từ bỏ quyền chủ nhà và AFC lại chuyển toàn bộ bảng đấu sang Sydney ở Úc.[28][29]
- Vào ngày 29 tháng 1 năm 2020, sau khi thông báo về địa điểm và thời gian bắt đầu,[30] trong quá trình di chuyển đến Úc, các thành viên của đội tuyển Trung Quốc đã được yêu cầu phải cách ly tại một khách sạn ở Brisbane trong một khoảng thời gian cho đến ngày 5 tháng 2, sau khi các trận đầu tiên đã được lên kế hoạch để thi đấu, theo yêu cầu của chính phủ Úc nhằm phản ứng trước đại dịch COVID-19 tại Úc.[31] Vào ngày 31 tháng 1 năm 2020, Liên đoàn bóng đá Úc đã công bố lịch thi đấu sửa đổi cho phép đội tuyển Trung Quốc có thể thi đấu trận đầu tiên ngay sau khi thời gian cách ly kết thúc.[32] Vào ngày 2 tháng 2 năm 2020, những thay đổi tiếp theo về lịch thi đấu đã được công bố.[33]
- Thời gian được liệt kê là UTC+11.

| VT | Đội               | ST | T | H | B | BT | BB | HS  | Đ | Giành quyền tham dự |
| -- | ----------------- | -- | - | - | - | -- | -- | --- | - | ------------------- |
| 1  | Úc (H)            | 3  | 2 | 1 | 0 | 14 | 1  | +13 | 7 | Vòng play-off       |
| 2  | Trung Quốc        | 3  | 2 | 1 | 0 | 12 | 2  | +10 | 7 | Vòng play-off       |
| 3  | Đài Bắc Trung Hoa | 3  | 1 | 0 | 2 | 1  | 12 | −11 | 3 |                     |
| 4  | Thái Lan          | 3  | 0 | 0 | 3 | 1  | 13 | −12 | 0 |                     |

| Thái Lan | 0–1                                  | Đài Bắc Trung Hoa |
| -------- | ------------------------------------ | ----------------- |
|          | Chi tiết trực tiếp Chi tiết thống kê | - Ting Chi 19'    |

| Trung Quốc                                                                  | 6–1                                  | Thái Lan      |
| --------------------------------------------------------------------------- | ------------------------------------ | ------------- |
| - Li Ying 6', 66' - Zhang Xin 11' - Wang Shanshan 41' - Tang Jiali 45', 51' | Chi tiết trực tiếp Chi tiết thống kê | - Silawan 80' |

| Úc                                                                     | 7–0                                  | Đài Bắc Trung Hoa |
| ---------------------------------------------------------------------- | ------------------------------------ | ----------------- |
| - Foord 10', 24', 38' - Catley 31' - Raso 54' - Kerr 64' - Gorry 90+2' | Chi tiết trực tiếp Chi tiết thống kê |                   |

| Đài Bắc Trung Hoa | 0–5                                  | Trung Quốc                                                             |
| ----------------- | ------------------------------------ | ---------------------------------------------------------------------- |
|                   | Chi tiết trực tiếp Chi tiết thống kê | - Tang Jiali 5' - Wu Haiyan 25' - Wang Shanshan 26', 30' - Li Ying 34' |

| Thái Lan | 0–6                                  | Úc                                                       |
| -------- | ------------------------------------ | -------------------------------------------------------- |
|          | Chi tiết trực tiếp Chi tiết thống kê | - Van Egmond 44', 45+4', 70' - Simon 67', 73' - Raso 71' |

| Úc                 | 1–1                                  | Trung Quốc       |
| ------------------ | ------------------------------------ | ---------------- |
| - Van Egmond 90+2' | Chi tiết trực tiếp Chi tiết thống kê | - Tang Jiali 86' |

## Vòng play-off
Vòng play-off được dự kiến diễn ra vào ngày 6 tháng 3 năm 2020 (lượt đi trên sân của đội nhất bảng) và ngày 11 tháng 3 năm 2020 (lượt về trên sân của đội nhì bảng).  Tuy nhiên, chỉ có một trong hai cặp đấu đã diễn ra theo đúng kế hoạch.
Do đại dịch COVID-19 tại Trung Quốc, trận đấu sân nhà của Trung Quốc được chuyển đến sân vận động Campbelltown tại Sydney, Úc thay vì Trung Quốc. Trận đấu sân nhà của Hàn Quốc ban đầu được dự kiến diễn ra tại Công viên Thể thao Yongin Citizen tại Yongin cũng phải hủy bỏ do đại dịch COVID-19 tại Hàn Quốc. Vào ngày 28 tháng 2 năm 2020, AFC thông báo cả hai trận đấu này được thay đổi sang các ngày 9 và 14 tháng 4 năm 2020. Sau đó vào ngày 9 tháng 3 năm 2020, cặp trận đấu giữa Hàn Quốc và Trung Quốc tiếp tục dời sang các ngày 4 và 9 tháng 6 năm 2020. Ngày 27 tháng 5 năm 2020, FIFA và AFC xác nhận các trận play-off nói trên sẽ được hoãn tới ngày 19 và 24 tháng 2 năm 2021, sau khi Thế vận hội bị hoãn tới tháng 7 năm 2021; nhưng đến ngày 2 tháng 2 năm 2021 thì lại tiếp tục dời sang ngày 8 và 13 tháng 4 năm 2021. Địa điểm và thời gian thi đấu cho cặp trận play-off giữa Hàn Quốc và Trung Quốc cuối cùng cũng được xác nhận chính thức vào ngày 3 tháng 3 năm 2021.
Hai đội thắng trong vòng play-off sẽ giành quyền tham dự Thế vận hội Mùa hè 2020.
| Đội 1    | TTS | Đội 2      | Lượt đi | Lượt về      |
| -------- | --- | ---------- | ------- | ------------ |
| Úc       | 7–1 | Việt Nam   | 5–0     | 2–1          |
| Hàn Quốc | 3–4 | Trung Quốc | 1–2     | 2–2 (s.h.p.) |

| Úc                                                                        | 5–0                                  | Việt Nam |
| ------------------------------------------------------------------------- | ------------------------------------ | -------- |
| - Kerr 10', 80' (ph.đ.) - Logarzo 27' - Van Egmond 38' - Polkinghorne 67' | Chi tiết trực tiếp Chi tiết thống kê |          |

| Việt Nam        | 1–2                                  | Úc                    |
| --------------- | ------------------------------------ | --------------------- |
| - Huỳnh Như 55' | Chi tiết trực tiếp Chi tiết thống kê | - Kerr 15' - Raso 27' |

Úc thắng với tổng tỉ số 7–1.
| Hàn Quốc            | 1–2                                  | Trung Quốc                                |
| ------------------- | ------------------------------------ | ----------------------------------------- |
| - Kang Chae-rim 39' | Chi tiết trực tiếp Chi tiết thống kê | - Trương Tân 33' - Vương Sảng 73' (ph.đ.) |

| Trung Quốc                        | 2–2 (s.h.p.)                         | Hàn Quốc                                     |
| --------------------------------- | ------------------------------------ | -------------------------------------------- |
| - Dương Mãn 69' - Vương Sảng 104' | Chi tiết trực tiếp Chi tiết thống kê | - Kang Chae-rim 31' - Lý Mộng Văn 45' (l.n.) |

Trung Quốc thắng với tổng tỉ số 4–3.

## Các đội tuyển vượt qua vòng loại
Dưới đây là 3 đội tuyển từ AFC vượt qua vòng loại tham dự giải bóng đá nữ Thế vận hội Mùa hè 2020, bao gồm Nhật Bản vượt qua vòng loại làm chủ nhà.
| Đội tuyển  | Ngày vượt qua vòng loại | Tham dự lần trước trong Thế vận hội Mùa hè1 |
| ---------- | ----------------------- | ------------------------------------------- |
| Nhật Bản   | 7 tháng 9 năm 2013      | 4 (1996, 2004, 2008, 2012)                  |
| Úc         | 11 tháng 3 năm 2020     | 3 (20002, 20042, 2016)                      |
| Trung Quốc | 13 tháng 4 năm 2021     | 5 (1996, 2000, 2004, 2008, 2016)            |

1 Chữ đậm chỉ ra nhà vô địch cho năm đó. Chữ nghiêng chỉ ra chủ nhà cho năm đó.
2 Úc vượt qua vòng loại với tư cách là thành viên của OFC từ năm 2000 đến năm 2004.

## Cầu thủ ghi bàn
- Vòng 1: Đã có 128 bàn thắng ghi được trong 25 trận đấu, trung bình 5.12 bàn thắng mỗi trận đấu.

- Vòng 2: Đã có 73 bàn thắng ghi được trong 18 trận đấu, trung bình 4.06 bàn thắng mỗi trận đấu.

- Vòng 3: Đã có 39 bàn thắng ghi được trong 9 trận đấu, trung bình 4.33 bàn thắng mỗi trận đấu.

- Vòng play-off: Đã có 15 bàn thắng ghi được trong 4 trận đấu, trung bình 3.75 bàn thắng mỗi trận đấu.

Tổng cộng, Đã có 255 bàn thắng ghi được trong 56 trận đấu, trung bình 4.55 bàn thắng mỗi trận đấu.
10 bàn thắng
- Yu Hsiu-chin

9 bàn thắng
- Michelle Pao
- Win Theingi Tun

7 bàn thắng
- Shelah Mae Cadag
- Gulsunbi Khalimova

6 bàn thắng
- Zahra Ghanbari

5 bàn thắng
- Emily van Egmond
- Lee Hsiu-chin
- Hajar Dabbaghi
- Anfal Al-Sufy
- Yee Yee Oo
- Sara Castañeda

4 bàn thắng
- Sam Kerr
- Đường Gia Lệ
- Lin Hsin-hui
- Ngangom Bala Devi
- Niru Thapa
- Huỳnh Như

3 bàn thắng
- Caitlin Foord
- Hayley Raso
- Lý Anh
- Vương San San
- Chen Yen-ping
- Ting Chi
- Wai Yuen Ting
- Yumnam Kamala Devi
- Samaneh Chahkandi
- Abeer Al-Nahar
- Shahnaz Jebreen
- Sabitra Bhandari
- Joyce Semacio
- Ji So-yun
- Madina Fozilova
- Makhliyo Sarikova

2 bàn thắng
- Kyah Simon
- Trương Tân
- Vương Sảng
- Lin Ya-han
- Cheung Wai Ki
- Nongmaithem Ratanbala Devi
- Dangmei Grace
- Sandhiya Ranganathan
- Sanju Yadav
- Ade Mustikiana Oktafiani
- Sara Ghomi
- Mona Hamoudi
- Khin Marlar Tun
- Khin Moe Wai
- Caroline Sohgian
- Alisha del Campo
- Hali Long
- Eva Madarang
- Irish Navaja
- Kang Chae-rim
- Park Ye-eun
- Yeo Min-ji
- Lyudmila Karachik
- Nilufar Kudratova

1 bàn thắng
- Steph Catley
- Katrina Gorry
- Chloe Logarzo
- Clare Polkinghorne
- Akhi Khatun
- Krishna Rani
- Ngô Hải Yến
- Dương Mãn
- Ho Hsuan-yi
- Hsu Yi-yun
- Lai Li-chin
- Lin Kai-ling
- Tseng Shu-o
- Wang Hsiang-huei
- Zhuo Li-ping
- Kwong Wing Yan
- Lee Wing Yan
- Loitongbam Ashalata Devi
- Baiq Amiatun
- Vivi Oktavia Riski
- Jasella Arifya Sari
- Melika Motevalli
- Jana Abu-Ghosh
- Tasneem Abu-Rob
- Ayah Al-Majali
- Stephanie Al-Naber
- Raya Hina
- Fadhuwa Zahir
- Mariyam Rifa
- Namuun Bayarsaikhan
- Tsasan-Okhin Orgodol
- Undrakh Ulziibayar
- Tuvshinjargal Undral
- Le Le Hlaing
- Nge Nge Htwe
- Saja Kanaaneh
- Alesa Dolino
- Patrice Impelido
- Kyla Inquig
- Camille Rodriguez
- Patricia Tomanon
- Raudhah Kamis
- Angeline Chua Kai Yi
- Choo Hyo-joo
- Jang Sel-gi
- Lee So-dam
- Laylo Khalimova
- Silawan Intamee
- Ugiloy Kuchkarova
- Ngân Thị Vạn Sự
- Nguyễn Thị Tuyết Dung
- Nguyễn Thị Vạn

1 bàn phản lưới nhà
- Lý Mộng Văn (trong trận gặp Hàn Quốc)
- Sin Chung Yee (trong trận gặp Việt Nam)
- Punam Magar (trong trận gặp Ấn Độ)
- Alesa Dolino (trong trận gặp Trung Hoa Đài Bắc)
- Patricia Tomanon (trong trận gặp Trung Hoa Đài Bắc)